# Encefalite do carrapato
Encefalite do carrapato, ou mais precisamente Encefalite transmitida por carrapatos, é uma encefalite viral que afeta o sistema nervoso central de humanos, ruminantes, aves, roedores, canídeos, felinos e cavalos. Pode afetar também meninges, causando meningite viral. 

## Causa
Essa encefalite viral é causada por dois Flavivírus o vírus da encefalite da Europa central (CEEV), o vírus da encefalite do carrapato siberiana (STEV, antigamente conhecido como vírus russo da encefalite da primavera-verão) e o vírus da encefalite do carrapato do extremo oriente (FEETV). É transmitido pela picada do carrapato Ixodes ricinus. 

## Sinais e sintomas
Febre com início abrupto, dor de cabeça intensa, náuseas e vômitos e dores fortes nas costas freqüentemente associados com epilepsia focal e paralisia flácida, especialmente dos ombros (escapular). A paralisia pode ser permanente.

## Diagnóstico
Durante a primeira fase da doença, as alterações laboratoriais mais comuns são uma baixa contagem de glóbulos brancos (leucopenia) e baixa contagem de plaquetas (trombocitopenia). As enzimas hepáticas no soro também podem ser levemente elevada. Após o aparecimento de sintomas neurológicos durante a segunda fase, o aumento do número de glóbulos brancos no sangue e líquido cefalorraquidiano (LCR) é geralmente encontrado. O vírus pode ser encontrado no sangue durante a primeira fase da doença. O diagnóstico laboratorial depende geralmente presença de IgM específica no sangue ou LCR, que aparecem geralmente mais tarde, durante a segunda fase da doença.

## Epidemiologia
Com 5 a 7 mil casos em 2007, o número de casos está aumentando na maioria dos países da Europa e Ásia. De 10 a 20% ficam com sequelas permanentes e a mortalidade é de 2%.

## Tratamento
Possui vacina altamente eficaz, mas não possui tratamento específico. O tratamento é sintomático com anti-inflamatórios e ventilação mecânica caso necessário. 